# Seconda Internazionale
La Seconda Internazionale è stata un'organizzazione internazionale fondata nel 1889 a Parigi dai partiti socialisti e laburisti europei e scioltasi nel 1916, ma di fatto il 4 agosto 1914.
Tra le azioni più famose della Seconda Internazionale c'è la proclamazione del 1º maggio come giornata internazionale dei lavoratori. Inoltre, venne deciso che i sindacati fossero indipendenti dai partiti e che si dedicassero esclusivamente alla conquista di vantaggi economici immediati per i lavoratori senza partecipare attivamente al processo di trasformazione sociale, come fu invece nella teoria di Vladimir Lenin.

## Storia
La Seconda Internazionale venne fondata il 14 luglio 1889, centenario della presa della Bastiglia, a Parigi, dove si stava svolgendo l'Esposizione universale; in quell'occasione, tra l'altro, venne eretta la Tour Eiffel.
Benché fosse in qualche modo l'erede della Prima Internazionale, al contrario dell'organismo che l'aveva preceduta, la Seconda Internazionale non si diede un'organizzazione accentrata, in considerazione del fatto che, dopo le unificazioni italiana e tedesca, si era creato un sistema europeo di pochi Stati, all'interno dei quali erano nati partiti operai nazionali. Perciò, l'Internazionale Socialista si prefisse di essere la centrale di coordinamento fra i partiti collegati al movimento operaio nelle diverse nazioni e in questo ruolo propose riforme nel campo economico e della legislazione sociale, oltre a propugnare una politica antimilitarista. Fra i principali partiti che ne fecero parte c'erano il Partito Socialdemocratico Operaio austrotedesco, la Sezione Francese dell'Internazionale Operaia, il Partito Socialista Italiano, i Socialisti Rivoluzionari russi, il Partito Operaio Socialdemocratico Russo e il Partito Laburista del Regno Unito, ma il ruolo guida fu rivestito dal Partito Socialdemocratico di Germania.
La Seconda Internazionale riuniva i socialisti di quasi tutte le tendenze. Il marxismo era la corrente prevalente e presente in tutti i Paesi, soprattutto in Germania, Austria e anche in Italia. Tuttavia, in alcune nazioni erano più importanti alcuni movimenti nazionali e in Francia, per esempio, erano forti i blanquisti e i possibilisti, mentre nel Regno Unito dominavano i laburisti e in Russia gli eredi del movimento populista. Inizialmente anche gli anarchici facevano parte dell'Internazionale, ma per principio rifiutavano lo Stato e la partecipazione alla dialettica parlamentare e perciò furono espulsi al Congresso di Zurigo del 1893 e poi definitivamente al Congresso di Londra del 1896.
Con il corso del tempo, i marxisti si divisero in tendenze fra loro contrapposte. La prima fase della Seconda Internazionale viene individuata nel periodo fra il 1889 e il 1896, con l'economia mondiale ancora in recessione in conseguenza della crisi del 1873. In questo periodo si sentiva l'esigenza di adeguare il marxismo ai tempi moderni, che sembravano indicare il crollo imminente del capitalismo. In questo clima, Friedrich Engels, Karl Kautsky, Eduard Bernstein, Paul Lafargue, Georgij Valentinovič Plechanov, Antonio Labriola, Otto Bauer, Rudolf Hilferding e altri elaborarono il cosiddetto marxismo ortodosso, secondo cui il crollo del capitalismo era inevitabile, ma poteva e doveva essere accelerato dalla lotta parlamentare. L'atteggiamento di questi socialisti era perciò di attendismo e di ottimismo. Essi ritenevano di essere rimasti fedeli alle teorie marxiste, in cui però operavano una distinzione tra il fine ultimo del movimento (la società senza classi) e gli obiettivi immediati della lotta (il cosiddetto programma minimo, ovvero suffragio universale e giornata lavorativa di otto ore) tipici del riformismo.
Una seconda fase si avviò alla fine dell'Ottocento, quando il capitalismo uscì dalla crisi riorganizzato e vitale. Questo confutava la speranza in una prossima caduta del sistema e, inoltre, si era creato un ceto piccolo-borghese benestante. Questi mutamenti avvenuti nel sistema non erano stati previsti da Karl Marx e il fatto che il capitalismo non si fosse avviato alla crisi, ma fosse riuscito a superarla e a evitare il crollo era ritenuto da taluni un errore nella teoria marxiana, dato che Marx aveva predetto che ci sarebbe stata una crisi nel sistema capitalistico. Da questa constatazione di fatto nacque in alcuni esponenti socialisti l'esigenza di una revisione delle stesse teorie marxiste. Questa corrente, pur sempre minoritaria, fu detta revisionismo ed ebbe il suo maggior esponente in Eduard Bernstein. Per Bernstein, in Marx c'erano ancora residui hegeliani nella dialettica che lo portavano a generalizzazioni eccessive che non tenevano conto della realtà e creavano illusioni quali il crollo del sistema capitalista. Constatata la vitalità del sistema borghese, i revisionisti sostennero perciò un programma di riforme da attuarsi attraverso la lotta parlamentare.
La terza e ultima fase della Seconda Internazionale viene individuata nel periodo successivo alla Rivoluzione russa del 1905. Tale evento rilanciò la prospettiva rivoluzionaria che non negava l'utilità delle riforme, ma affermava che esse non erano sufficienti a ottenere l'emancipazione del proletariato. I gruppi rivoluzionari erano piccoli e molto divisi fra loro: si andava dalla sinistra radicale tedesca di Rosa Luxemburg ai bolscevichi di Vladimir Lenin, per passare dai tribunisti olandesi di Anton Pannekoek ai guesdisti francesi.
L'Internazionale era fondamentalmente una federazione di partiti, cassa di risonanza delle diverse problematiche nazionali. Per dare un coordinamento ai partiti nazionali nel 1900 fu costituito a Bruxelles un ufficio permanente, il Bureau Socialiste International. A esso si aggiunse nel 1904 la Commissione Interparlamentare Socialista, che avrebbe dovuto coordinare l'attività parlamentare nei vari Paesi. Questi organi ebbero poca efficacia e la struttura federalistica della Seconda Internazionale favorì la sua dissoluzione, nel momento in cui i vari partiti nazionali dovettero confrontarsi con la realtà della Grande Guerra.

### Il dibattito sulla guerra
Negli anni precedenti alla prima guerra mondiale l'Internazionale iniziò a dividersi sulla posizione che i socialisti dovessero assumere nei confronti delle guerre.
Ai congressi di Stoccarda (1907) e Basilea (1912) la maggioranza dell'assemblea condannò ogni guerra, in quanto guerra fra capitalisti, e, anzi, arrivò ad affermare con convinzione che solo l'Internazionale era in grado di fermare la guerra. Promotori di questa posizione erano figure di riferimento della Seconda Internazionale come Jean Jaurès, Édouard Vaillant, Karl Kautsky e August Bebel. Questa scelta si tradusse in pratica in Italia nelle manifestazioni contro la guerra di Libia organizzate nel 1911 a Forlì dall'allora esponente del socialismo massimalista Benito Mussolini.
Ai congressi erano tuttavia emerse posizioni diverse, sebbene minoritarie. Da un lato si ponevano quanti solidarizzavano con le ragioni che i propri Paesi portavano avanti sul tavolo diplomatico e che furono poi all'origine dell'esplosione del conflitto nel 1914. Si trattava di revisionisti tedeschi (Gustav Noske e Georg von Vollmar) e austriaci, i cui partiti erano ormai inseriti nel sistema parlamentare, ma anche di socialisti rivoluzionari italiani come Arturo Labriola, che aveva caldeggiato la conquista della Libia.
Dall'altro lato vi erano coloro che ritenevano che la guerra avrebbe accelerato la crisi del sistema capitalistico, avvalorando la teoria di Marx e spianando la strada alla rivoluzione. Questa posizione era forte soprattutto fra i delegati russi e polacchi, i quali avevano verificato come la guerra russo-giapponese avesse portato alla Rivoluzione russa del 1905. Fra i principali fautori vi erano perciò la polacca Rosa Luxemburg e il russo Vladimir Lenin. Costoro ritenevano che i socialisti dovessero opporsi alla guerra, ma dovessero anche utilizzare la crisi economica indotta dalla guerra per agitare gli strati popolari e far crollare il capitalismo.
Quando però la guerra scoppiò davvero, i partiti socialisti scelsero a maggioranza d'attuare una politica di tregua parlamentare e sindacale, chiamata Union sacrée in Francia e Burgfrieden in Germania. Il culmine di questa politica si ebbe il 4 agosto 1914, quando quasi tutti i deputati socialisti ai parlamenti tedesco, austriaco, francese e inglese votarono i rispettivi crediti di guerra, cioè l'emissione di titoli di debito pubblico per finanziare le spese militari. Questo atto di fedeltà di ciascun partito socialista alla propria nazione contraddiceva alla radice l'esistenza dell'Internazionale Socialista, che perciò cessò di fatto di esistere.

### I successori
Al termine del conflitto vi fu il tentativo di Friedrich Adler, Karl Kautsky, Otto Bauer, Jean Longuet, Robert Grimm e di altri esponenti socialisti dell'area centrista di rifondare una nuova Internazionale proletaria che avrebbe avuto il solo scopo di ristabilire l'unità del proletariato sulla discriminante anticapitalista, favorendo una riunificazione di tutte le correnti del movimento operaio internazionale in una sola organizzazione. Venne così fondata, nel febbraio del 1921 a Vienna, l'Unione dei Partiti Socialisti per l'Azione Internazionale, detta anche Internazionale di Vienna o, spregiativamente, Internazionale 2½.
Nel 1951 venne costituita a Francoforte un'organizzazione che si reputava erede della Seconda Internazionale, l'Internazionale Socialista, chiaramente ispirata alla cultura del riformismo socialdemocratico.

## Congressi della Seconda Internazionale
- I Congresso – Parigi, 14–20 luglio 1889
- II Congresso – Bruxelles, 16–22 agosto 1891
- III Congresso – Zurigo, 6–12 agosto 1893
- IV Congresso – Londra, 27 luglio-1º agosto 1896
- V Congresso – Parigi, 23–27 settembre 1900
- VI Congresso – Amsterdam, 14–20 agosto 1904
- VII Congresso – Stoccarda, 18–24 agosto 1907
- VIII Congresso – Copenaghen, 28 agosto–3 settembre 1910
- Congresso straordinario – Basilea, 4–25 novembre 1912
- IX Congresso – Vienna, agosto 1914 (mai svolto)
- I Conferenza Internazionale Socialista – Zimmerwald, 5–8 settembre 1915
- II Conferenza Internazionale Socialista – Kienthal, 24–30 aprile 1916
- III Conferenza Internazionale Socialista – Stoccolma, 5-12 settembre 1917